# Bendlerblock

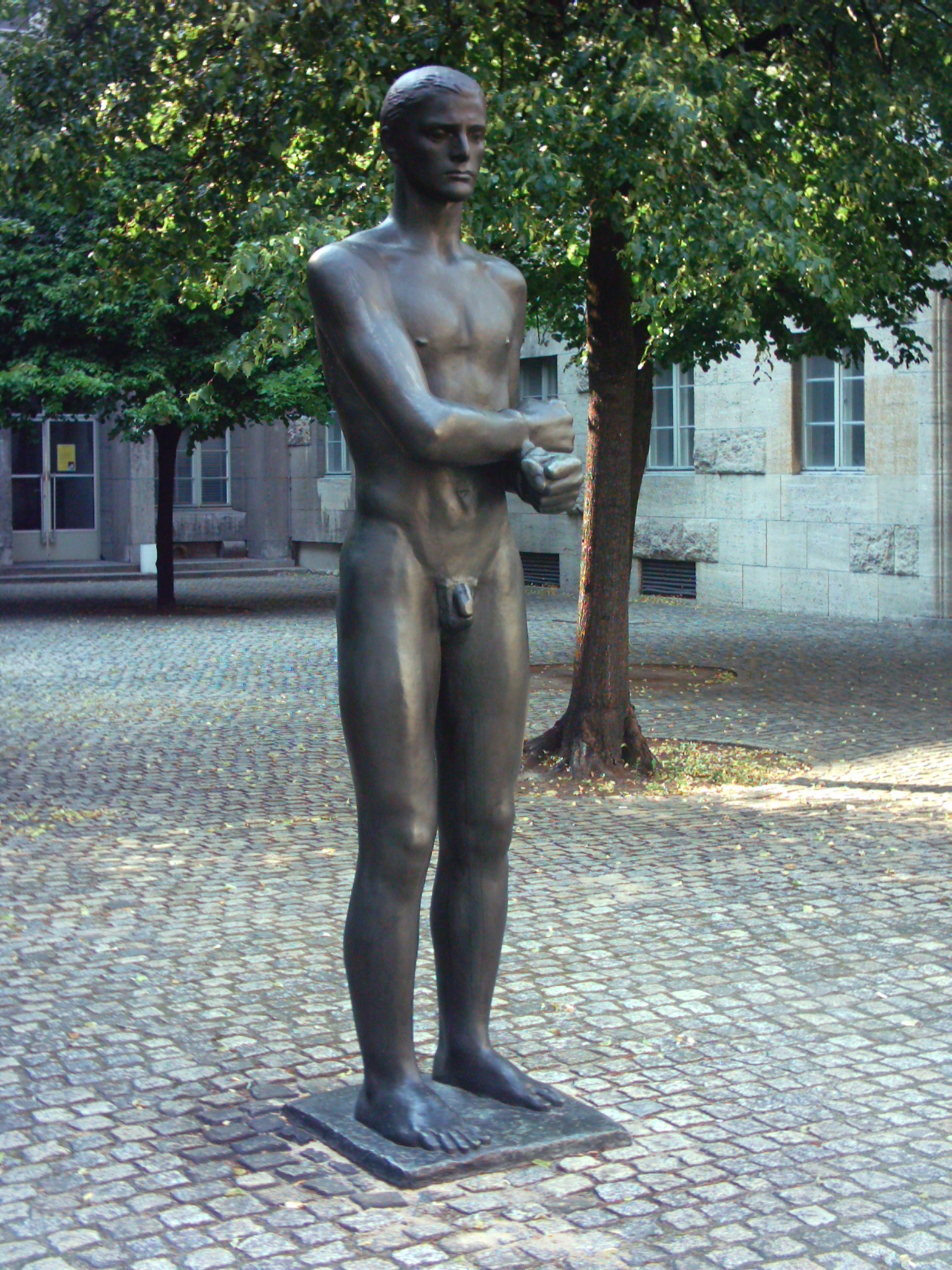
Pomnik upamiętniający niemiecki ruch oporu w czasie II wojny światowej

Bendlerblock (wym. MAF: [ˈbɛndlɐˌblɔk], posłuchajⓘ) – zespół budynków w berlińskiej dzielnicy Tiergarten, przy Stauffenbergstrasse 18 (wcześniej Bendlerstrasse) i Reichpietschufer 72–76. Wzniesiony w latach 1911–1914 z przeznaczeniem na Biuro Marynarki Wojennej Rzeszy. W okresie Republiki Weimarskiej służył dodatkowo jako siedziba dowództwa Reichswehry. Obecnie gmach mieści pomocnicze biuro niemieckiego Federalnego Ministerstwa Obrony.
W 1944 Bendlerblock był główną siedzibą spiskowców skupionych wokół Clausa von Stauffenberga organizujących zamach stanu, którego częścią była próba zabójstwa Adolfa Hitlera 20 lipca 1944.

## Pochodzenie nazwy
Ulica Stauffenberga nosiła pierwotnie, w latach 1837–1955, nazwę Bendlerstrasse ku czci Johanna Christopha Bendlera (1789–1873), członka rady miejskiej Berlina.

## Historia budynku

### Miejsce egzekucji w roku 1944
Pod przywództwem generała piechoty Friedricha Olbrichta w Bendlerblocku utworzono główny ośrodek oporu zbrojnego. Tutaj Olbricht opracował operację „Walkiria” – element planu związanego z zamachem stanu przeciw Hitlerowi. W październiku 1943 roku pułkownika von Stauffenberga przeniesiono do Naczelnego Dowództwa Wehrmachtu, gdzie od 1 lipca 1944 pełnił funkcję szefa sztabu Armii Rezerwistów, co zapewniło mu udział w naradach sytuacyjnych z Hitlerem i bezpośredni dostęp do kwatery głównej Führera – Wilczego Szańca. 20 lipca 1944 von Stauffenberg pozostawił w baraku, gdzie odbywała się narada sytuacyjna z udziałem Hitlera teczkę z bombą, a następnie udał się do Berlina. Ładunek eksplodował, jednak Hitler przeżył. Gdy rozeszły się wieści o przetrwaniu Hitlera, spiskowcy nie mogli przejąć władzy w Niemczech. Zostali aresztowani i tymczasowo osadzeni w Bendlerblocku. Generał Olbricht, Claus von Stauffenberg, Werner von Haeften oraz Albrecht Mertz von Quirnheim zostali rozstrzelani przez pluton egzekucyjny wieczorem tego samego dnia na dziedzińcu budynku. Piątemu ze spiskowców, generałowi Ludwigowi Beckowi, zaproponowano samobójstwo. Po dwóch niecelnych strzałach, został zabity przez sierżanta.

### Bitwa o Berlin w 1945 r.
W czasie bitwy o Berlin na przełomie kwietnia i maja 1945 roku generał Helmuth Weidling, dowódca obrony obszaru Berlina, ulokował w Bendlerblocku swoją kwaterę główną. Weidling poddał się sowietom 2 maja o godzinie 6 rano.

### Era powojenna
Część budynku Bendlerblocku wokół dziedzińca, gdzie zostali rozstrzelani Stauffenberg oraz inni spiskowcy, mieści Pomnik Niemieckiego Ruchu Oporu. Na dziedzińcu odbywają się także ważne ceremonie wojskowe – żołnierze wstępujący do Bundeswehry składają tutaj przysięgę.

## Wykorzystanie budynku w filmie
Dziedziniec Bedlerblocku posłużył jako kulisy filmowe dwom reżyserom. W 2004 r. kręcono tu sceny do filmu telewizyjnego Stauffenberg w reżyserii Jo Baiera z udziałem Sebastiana Kocha (w roli Clausa von Stauffenberga) i Ulricha Tukura (w roli Henninga von Tresckowa), a w 2007 r. do dramatu historycznego Walkiria w reżyserii Bryana Singera, z udziałem m.in. Toma Cruise’a (w roli Clausa von Stauffenberga) i Kennetha Branagha (w roli Henninga von Tresckowa).